# Роджерс, Гретхен
Гретхен Роджерс (англ. Gretchen Woodman Rogers; 1881—1967) — американская художница, член Бостонской школы живописи. Была одним из основателей гильдии The Guild of Boston Artists.

## Биография
Родилась в 1881 году в Бостоне, штат Массачусетс.
С 1900 по 1907 годы училась в школе Бостонского музея изящных искусств у Эдмунда Тарбелла, получив несколько наград, будучи студенткой.
Выставлялась в бостонском Музее изящных искусств, Пенсильванской академии изящных искусств, Чикагском институте искусств, часто упоминалась в American Art News.
Её автопортрет завоевал серебряную медаль на Панамо-Тихоокеанской международной выставке в 1915 году, картина является частью постоянной коллекции Бостонского музея изящных искусств. В 2014 году картина была включена в передвижную выставку Painting Women, где было представлено 34 работы женщин-художниц. Кроме портретной живописи, писала натюрморты и пейзажи, иногда работала с пастелью.
В 1930 году Роджерс входила в группу художников, где были Аделаида Коул Чейз, Луи Кронберг и Лилиан Хейл. Во время Великой депрессии не смогла поддерживать себя за счет живописи и покинула свою студию в бостонском районе Back Bay. О дальнейшей её жизни известно мало.
Умерла в 1967 году в Нью-Хейвене, штат Коннектикут.